# Aire d'attraction de Tournon-sur-Rhône
L'aire d'attraction de Tournon-sur-Rhône est un zonage d'étude défini par l'Insee pour caractériser l’influence de la commune de Tournon-sur-Rhône sur les communes environnantes. Publiée en octobre 2020, elle se substitue à l'aire urbaine de Tournon-sur-Rhône, qui comportait 11 communes dans le zonage de 2010.

### Carte

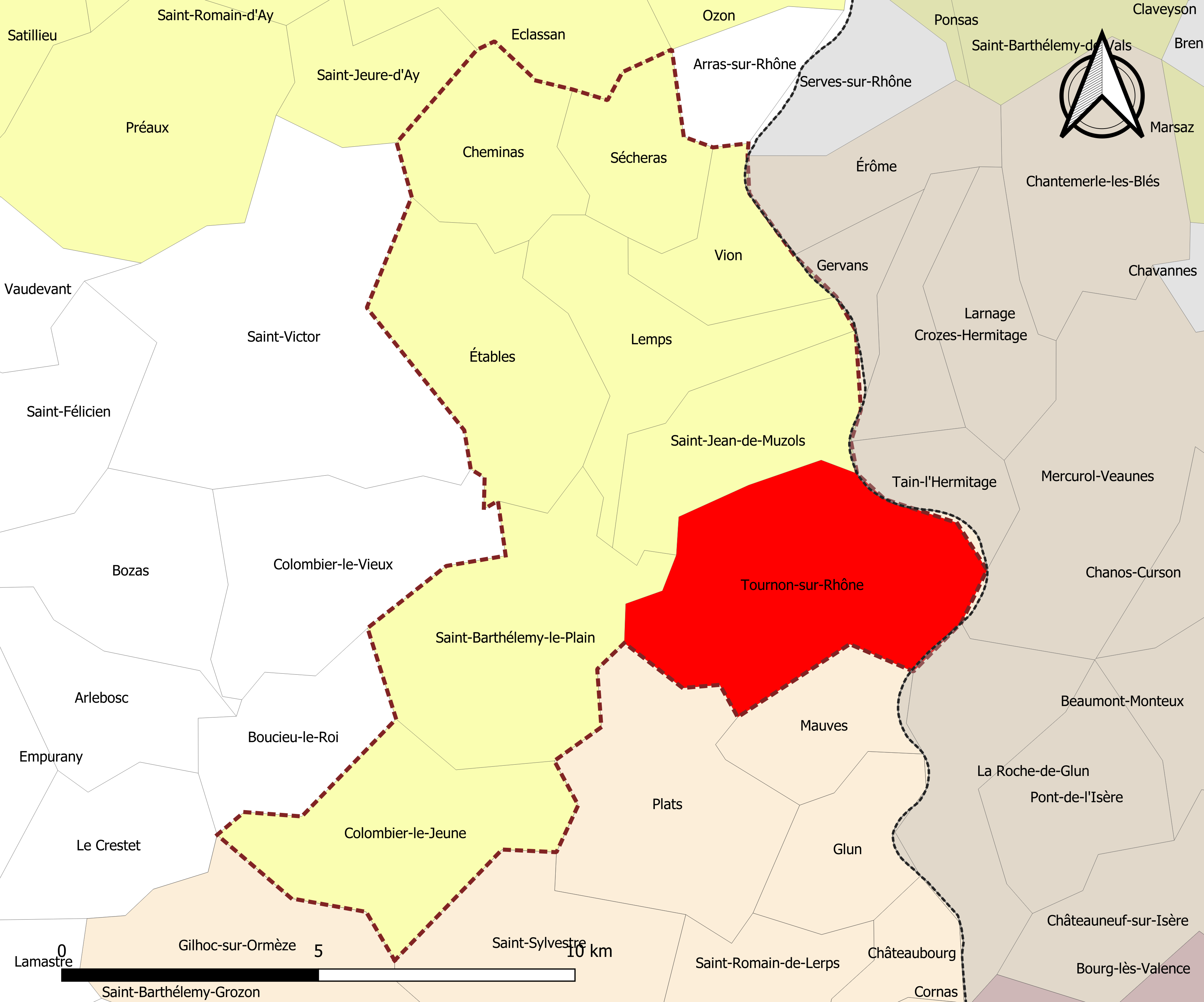
Carte de l'aire d'attraction de Tournon-sur-Rhône.
Commune-centre
Commune de la couronne

## Définition
L'aire d'attraction d'une ville est composée d’un pôle, défini à partir de critères de population et d’emploi ainsi que d’une couronne constituée des communes dont au moins 15 % des actifs travaillent dans le pôle. Le pôle d’attraction constitue ainsi un point de convergence des déplacements domicile-travail,.

## Géographie
L’aire d'attraction de Tournon-sur-Rhône est une aire intra-départementale qui comporte 9 communes dans l'Ardèche. 

### Composition communale
| Nom                                | Code Insee | Département | Statut                 | Superficie (km2) | Population (dernière pop. légale) | Densité (hab./km2) | Modifier                                    |
| ---------------------------------- | ---------- | ----------- | ---------------------- | ---------------- | --------------------------------- | ------------------ | ------------------------------------------- |
| Tournon-sur-Rhône (commune-centre) | 07324      | Ardèche     | commune-centre         | 21,01            | 11 302 (2022)                     | 538                | modifier les données · modifier les données |
| Cheminas                           | 07063      | Ardèche     | commune de la couronne | 9,39             | 413 (2022)                        | 44                 | modifier les données · modifier les données |
| Colombier-le-Jeune                 | 07068      | Ardèche     | commune de la couronne | 15,14            | 566 (2022)                        | 37                 | modifier les données · modifier les données |
| Étables                            | 07086      | Ardèche     | commune de la couronne | 15,70            | 979 (2022)                        | 62                 | modifier les données · modifier les données |
| Lemps                              | 07140      | Ardèche     | commune de la couronne | 12,18            | 798 (2022)                        | 66                 | modifier les données · modifier les données |
| Saint-Barthélemy-le-Plain          | 07217      | Ardèche     | commune de la couronne | 19,08            | 859 (2022)                        | 45                 | modifier les données · modifier les données |
| Saint-Jean-de-Muzols               | 07245      | Ardèche     | commune de la couronne | 10,68            | 2 499 (2022)                      | 234                | modifier les données · modifier les données |
| Sécheras                           | 07312      | Ardèche     | commune de la couronne | 7,26             | 517 (2022)                        | 71                 | modifier les données · modifier les données |
| Vion                               | 07345      | Ardèche     | commune de la couronne | 6,21             | 932 (2022)                        | 150                | modifier les données · modifier les données |

## Démographie
Cette aire est catégorisée dans les aires de moins de 50 000 habitants, une catégorie qui regroupe 12,2 % de la population au niveau national,.